# Ko Čang
Ko Čang (thajsky เกาะช้าง, přepis do francouzštiny a angličtiny Ko Chang, nebo Koh Chang, v překladu do češtiny „Sloní ostrov“) je ostrov v Thajském zálivu a druhý největší ostrov Thajska. Je oblíbeným výletním místem. Nachází se blízko kambodžsko-thajské hranice. 17. ledna 1941 se v rámci francouzsko-thajské války u ostrova odehrála bitva u Ko Čangu.